# Lista țărilor producătoare de agrișe

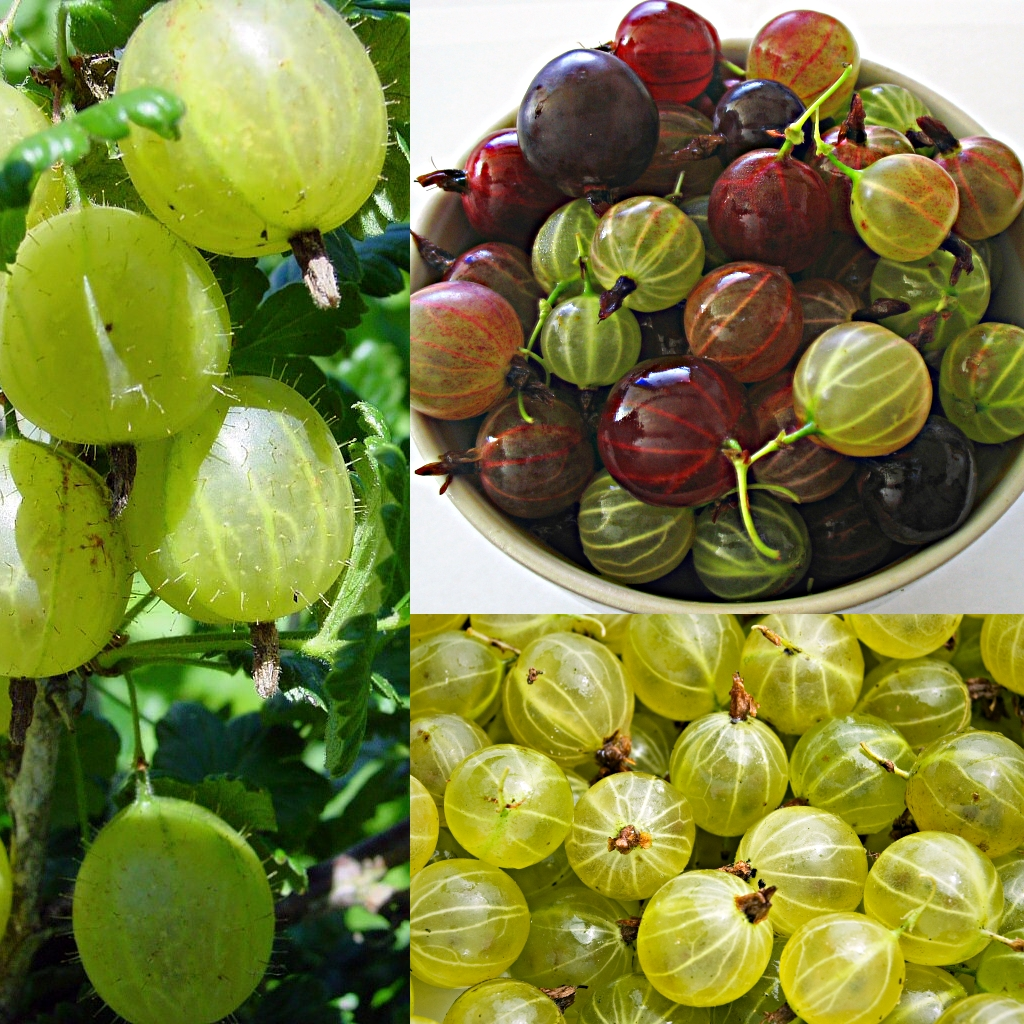
Agriș (Ribes uva-crispa)

Lista țărilor producătoare de agrișe clasifică țările lumii în funcție de producția de agrișe (în mii de tone), de productivitate (în kg/ha) și de suprafața cultivată cu Ribes uva-crispa (în mii de hectare) în anul 2023, oferind date comparative pentru perioada 2013-2023. Datele provin din baza de date FAOSTAT a Organizației pentru Alimentație și Agricultură a Națiunilor Unite (Food and Agriculture Organization of the United Nations - FAO). 
Producția anuală de agrișe la nivel global în anul 2022 a fost de 95.405,32 tone, cu 5,04% mai mult decât în anul 2021, când s-a înregistrat o cantitate totală de 90.831,58 tone. Rusia a fost cel mai mare producător la nivel mondial, producția sa reprezentând aproape nouă zecimi (88,99%) din totalul producției globale.
În 2023, producția globală a fost de 97.504,51 tone, cu 2,2% mai mult decât în anul precedent. Cel mai mare producător la nivel mondial a rămas Rusia, producția sa reprezentând 89,68% din totalul producției globale.
Suprafața ocupată la nivel global de plantațiile de agriși în anul 2022 a fost de 19.822 hectare, cu 4,89% mai mult decât în anul 2021, când suprafața cultivată totală a fost de 18.898 hectare. Rusia a fost de departe lider mondial, suprafața sa cultivată, de 18.929 hectare, reprezentând peste nouă zecimi (95,49%) din totalul la nivel global.
În 2023, suprafața ocupată la nivel global a fost de 20.281 hectare, cu 2,32% mai mult decât în anul precedent. Cea mai mare suprafață recoltată la nivel mondial a rămas cea cultivată în Rusia, reprezentând 96,07% din totalul global.

## Lista țărilor în funcție de producția de agrișe
| Țară                                                                    | Producție anuală (mii de tone) | Producție anuală (mii de tone) | Producție anuală (mii de tone) | Producție anuală (mii de tone) | Producție anuală (mii de tone) | Producție anuală (mii de tone) | Producție anuală (mii de tone) | Producție anuală (mii de tone) | Producție anuală (mii de tone) | Producție anuală (mii de tone) | Producție anuală (mii de tone) | Medie 2014-2023 | Creștere 2014-2023 |
| Țară                                                                    | 2023                           | 2022                           | 2021                           | 2020                           | 2019                           | 2018                           | 2017                           | 2016                           | 2015                           | 2014                           | 2013                           | Medie 2014-2023 | Creștere 2014-2023 |
|                                                                         |                                |                                |                                |                                |                                |                                |                                |                                |                                |                                |                                |                 |                    |
| ----------------------------------------------------------------------- | ------------------------------ | ------------------------------ | ------------------------------ | ------------------------------ | ------------------------------ | ------------------------------ | ------------------------------ | ------------------------------ | ------------------------------ | ------------------------------ | ------------------------------ | --------------- | ------------------ |
| GLOBAL                                                                  | 97,50                          | 95,41                          | 90,83                          | 83,94                          | 80,63                          | 77,43                          | 161,08                         | 170,22                         | 168,07                         | 173,91                         | 170,63                         | 119,90          | ▼ −43,93%          |
| Rusia                                                                   | 87,44                          | 84,90                          | 79,00                          | 72,80                          | 69,60                          | 66,30                          | 53,30                          | 60,70                          | 53,30                          | 55,00                          | 55,00                          | 68,23           | ▲ 58,98%           |
| Ucraina                                                                 | 7,10                           | 7,59                           | 8,90                           | 8,11                           | 8,11                           | 8,15                           | 7,82                           | 6,59                           | 6,63                           | 6,81                           | 7,30                           | 7,58            | ▲ 4,26%            |
| Regatul Unit                                                            | 2,30                           | 2,30                           | 2,29                           | 2,30                           | 2,31                           | 2,27                           | 2,31                           | 2,35                           | 2,16                           | 2,41                           | 2,49                           | 2,30            | ▼ −4,54%           |
| Elveția                                                                 | 0,47                           | 0,48                           | 0,49                           | 0,59                           | 0,44                           | 0,53                           | 0,43                           | 0,51                           | 0,45                           | 0,07                           | 0,08                           | 0,45            | ▲ 564,79%          |
| Kârgâzstan                                                              | 0,11                           | 0,11                           | 0,11                           | 0,11                           | 0,11                           | 0,11                           | 0,11                           | 0,11                           | 0,10                           | 0,12                           | 0,12                           | 0,11            | ▼ −7,31%           |
| Republica Moldova                                                       | 0,08                           | 0,02                           | 0,03                           | 0,03                           | 0,05                           | 0,06                           | 0,04                           | 0,01                           | 0,01                           | 0,02                           | 0,00                           | 0,04            | ▲ 460,00%          |
| Noua Zeelandă                                                           | 0,00                           | 0,00                           | 0,00                           | 0,00                           | 0,00                           | 0,00                           | 0,00                           | 0,00                           | 0,00                           | 0,00                           | 0,00                           | 0,00            | ▼ −0,86%           |
| Germania                                                                | N/A                            | N/A                            | N/A                            | N/A                            | N/A                            | N/A                            | 86,16                          | 85,83                          | 88,44                          | 92,70                          | 86,50                          | 87,93           |                    |
| Polonia                                                                 | N/A                            | N/A                            | N/A                            | N/A                            | N/A                            | N/A                            | 9,46                           | 12,46                          | 12,13                          | 12,45                          | 14,99                          | 12,30           |                    |
| Ungaria                                                                 | N/A                            | N/A                            | N/A                            | N/A                            | N/A                            | N/A                            | 0,71                           | 0,75                           | 0,76                           | 0,72                           | 0,87                           | 0,76            |                    |
| Belgia                                                                  | N/A                            | N/A                            | N/A                            | N/A                            | N/A                            | N/A                            | 0,38                           | 0,57                           | 0,77                           | 0,39                           | 0,36                           | 0,49            |                    |
| Estonia                                                                 | N/A                            | N/A                            | N/A                            | N/A                            | N/A                            | N/A                            | 0,14                           | 0,13                           | 0,14                           | 0,13                           | 0,14                           | 0,14            |                    |
| Austria                                                                 | N/A                            | N/A                            | N/A                            | N/A                            | N/A                            | N/A                            | 0,06                           | 0,05                           | 0,08                           | 0,08                           | 0,08                           | 0,07            |                    |
| Letonia                                                                 | N/A                            | N/A                            | N/A                            | N/A                            | N/A                            | N/A                            | 0,05                           | 0,05                           | 0,04                           | 0,04                           | 0,02                           | 0,04            |                    |
| Finlanda                                                                | N/A                            | N/A                            | N/A                            | N/A                            | N/A                            | N/A                            | 0,05                           | 0,07                           | 0,05                           | 0,04                           | 0,05                           | 0,05            |                    |
| Spania                                                                  | N/A                            | N/A                            | N/A                            | N/A                            | N/A                            | N/A                            | 0,04                           | 0,02                           | 0,01                           | 0,00                           | 0,01                           | 0,02            |                    |
| Cehia                                                                   | N/A                            | N/A                            | N/A                            | N/A                            | N/A                            | N/A                            | 0,02                           | 0,02                           | 2,48                           | 2,57                           | 2,25                           | 1,47            |                    |
| Danemarca                                                               | N/A                            | N/A                            | N/A                            | N/A                            | N/A                            | N/A                            | 0,00                           | 0,00                           | 0,32                           | 0,26                           | 0,25                           | 0,17            |                    |
| Lituania                                                                | N/A                            | N/A                            | N/A                            | N/A                            | N/A                            | N/A                            | 0,00                           | 0,00                           | 0,20                           | 0,13                           | 0,10                           | 0,09            |                    |
| Slovacia                                                                | N/A                            | N/A                            | N/A                            | N/A                            | N/A                            | N/A                            | 0,00                           | 0,00                           | 0,00                           | 0,00                           | 0,02                           | 0,00            |                    |
| Norvegia                                                                | N/A                            | N/A                            | N/A                            | N/A                            | N/A                            | N/A                            | 0,00                           | 0,00                           | 0,00                           | 0,00                           | 0,00                           | 0,00            |                    |
| Țările de Jos                                                           | N/A                            | N/A                            | N/A                            | N/A                            | N/A                            | N/A                            | N/A                            | N/A                            | N/A                            | N/A                            | N/A                            |                 |                    |
| Sursa: Organizația pentru Alimentație și Agricultură a Națiunilor Unite |                                |                                |                                |                                |                                |                                |                                |                                |                                |                                |                                |                 |                    |

## Lista țărilor producătoare de agrișe în funcție de productivitate
| Țară                                                                    | Productivitate (t/ha) | Productivitate (t/ha) | Productivitate (t/ha) | Productivitate (t/ha) | Productivitate (t/ha) | Productivitate (t/ha) | Productivitate (t/ha) | Productivitate (t/ha) | Productivitate (t/ha) | Productivitate (t/ha) | Productivitate (t/ha) | Medie 2014-2023 | Creștere 2014-2023 |
| Țară                                                                    | 2023                  | 2022                  | 2021                  | 2020                  | 2019                  | 2018                  | 2017                  | 2016                  | 2015                  | 2014                  | 2013                  | Medie 2014-2023 | Creștere 2014-2023 |
|                                                                         |                       |                       |                       |                       |                       |                       |                       |                       |                       |                       |                       |                 |                    |
| ----------------------------------------------------------------------- | --------------------- | --------------------- | --------------------- | --------------------- | --------------------- | --------------------- | --------------------- | --------------------- | --------------------- | --------------------- | --------------------- | --------------- | ------------------ |
| Ucraina                                                                 | 17,75                 | 15,18                 | 9,89                  | 9,01                  | 16,22                 | 16,30                 | 15,64                 | 13,18                 | 7,37                  | 7,57                  | 7,30                  | 12,81           | ▲ 134,58%          |
| Regatul Unit                                                            | 8,54                  | 8,54                  | 8,54                  | 8,54                  | 8,53                  | 8,55                  | 8,53                  | 8,52                  | 8,61                  | 8,48                  | 8,48                  | 8,54            | ▲ 0,72%            |
| Elveția                                                                 | 7,87                  | 8,34                  | 8,96                  | 11,35                 | 8,78                  | 11,04                 | 10,44                 | 12,65                 | 13,61                 | 17,75                 | 15,20                 | 11,08           | ▼ −55,68%          |
| Noua Zeelandă                                                           | 6,26                  | 6,26                  | 6,27                  | 4,85                  | 5,86                  | 6,30                  | 6,13                  | 6,43                  | 6,30                  | 6,11                  | 5,97                  | 6,08            | ▲ 2,48%            |
| Kârgâzstan                                                              | 5,64                  | 5,66                  | 5,61                  | 5,65                  | 5,80                  | 5,59                  | 5,66                  | 5,67                  | 5,00                  | 6,00                  | 6,00                  | 5,63            | ▼ −6,06%           |
| GLOBAL                                                                  | 4,81                  | 4,81                  | 4,81                  | 4,78                  | 4,84                  | 4,93                  | 5,75                  | 5,78                  | 5,69                  | 5,70                  | 5,88                  | 5,19            | ▼ −15,71%          |
| Rusia                                                                   | 4,49                  | 4,49                  | 4,49                  | 4,48                  | 4,41                  | 4,48                  | 4,55                  | 4,64                  | 4,72                  | 4,82                  | 5,00                  | 4,55            | ▼ −6,98%           |
| Republica Moldova                                                       | 1,75                  | 0,36                  | 0,78                  | 0,72                  | 1,20                  | 1,26                  | 0,81                  | 0,08                  | 0,25                  | 0,28                  | 0,09                  | 0,75            | ▲ 518,37%          |
| Germania                                                                | N/A                   | N/A                   | N/A                   | N/A                   | N/A                   | N/A                   | 6,83                  | 6,82                  | 6,80                  | 6,82                  | 6,90                  | 6,84            |                    |
| Belgia                                                                  | N/A                   | N/A                   | N/A                   | N/A                   | N/A                   | N/A                   | 5,85                  | 7,81                  | 8,56                  | 4,28                  | 4,00                  | 6,10            |                    |
| Austria                                                                 | N/A                   | N/A                   | N/A                   | N/A                   | N/A                   | N/A                   | 5,20                  | 5,18                  | 5,14                  | 5,13                  | 5,23                  | 5,18            |                    |
| Polonia                                                                 | N/A                   | N/A                   | N/A                   | N/A                   | N/A                   | N/A                   | 4,05                  | 5,24                  | 5,48                  | 5,25                  | 5,63                  | 5,13            |                    |
| Ungaria                                                                 | N/A                   | N/A                   | N/A                   | N/A                   | N/A                   | N/A                   | 3,79                  | 3,95                  | 3,73                  | 3,27                  | 3,78                  | 3,70            |                    |
| Cehia                                                                   | N/A                   | N/A                   | N/A                   | N/A                   | N/A                   | N/A                   | 2,35                  | 2,30                  | 3,47                  | 3,76                  | 4,56                  | 3,29            |                    |
| Spania                                                                  | N/A                   | N/A                   | N/A                   | N/A                   | N/A                   | N/A                   | 1,80                  | 1,06                  | 0,70                  | N/A                   | 0,09                  | 0,91            |                    |
| Finlanda                                                                | N/A                   | N/A                   | N/A                   | N/A                   | N/A                   | N/A                   | 1,71                  | 2,92                  | 2,43                  | 1,35                  | 1,79                  | 2,04            |                    |
| Letonia                                                                 | N/A                   | N/A                   | N/A                   | N/A                   | N/A                   | N/A                   | 1,34                  | 1,18                  | 1,64                  | 1,19                  | 3,67                  | 1,80            |                    |
| Estonia                                                                 | N/A                   | N/A                   | N/A                   | N/A                   | N/A                   | N/A                   | 1,01                  | 0,89                  | 0,95                  | 0,86                  | 0,89                  | 0,92            |                    |
| Danemarca                                                               | N/A                   | N/A                   | N/A                   | N/A                   | N/A                   | N/A                   | N/A                   | N/A                   | 7,54                  | 7,00                  | 6,30                  | 6,95            |                    |
| Slovacia                                                                | N/A                   | N/A                   | N/A                   | N/A                   | N/A                   | N/A                   | N/A                   | N/A                   | N/A                   | 1,00                  | 0,89                  | 0,94            |                    |
| Lituania                                                                | N/A                   | N/A                   | N/A                   | N/A                   | N/A                   | N/A                   | N/A                   | N/A                   | 0,40                  | 0,21                  | 0,33                  | 0,31            |                    |
| Norvegia                                                                | N/A                   | N/A                   | N/A                   | N/A                   | N/A                   | N/A                   | N/A                   | N/A                   | N/A                   | N/A                   | N/A                   |                 |                    |
| Sursa: Organizația pentru Alimentație și Agricultură a Națiunilor Unite |                       |                       |                       |                       |                       |                       |                       |                       |                       |                       |                       |                 |                    |

## Lista țărilor în funcție de suprafața cultivată cuRibes uva-crispa
| Țară                                                                    | Suprafață recoltată (mii de hectare) | Suprafață recoltată (mii de hectare) | Suprafață recoltată (mii de hectare) | Suprafață recoltată (mii de hectare) | Suprafață recoltată (mii de hectare) | Suprafață recoltată (mii de hectare) | Suprafață recoltată (mii de hectare) | Suprafață recoltată (mii de hectare) | Suprafață recoltată (mii de hectare) | Suprafață recoltată (mii de hectare) | Suprafață recoltată (mii de hectare) | Medie 2014-2023 | Creștere 2014-2023 |
| Țară                                                                    | 2023                                 | 2022                                 | 2021                                 | 2020                                 | 2019                                 | 2018                                 | 2017                                 | 2016                                 | 2015                                 | 2014                                 | 2013                                 | Medie 2014-2023 | Creștere 2014-2023 |
|                                                                         |                                      |                                      |                                      |                                      |                                      |                                      |                                      |                                      |                                      |                                      |                                      |                 |                    |
| ----------------------------------------------------------------------- | ------------------------------------ | ------------------------------------ | ------------------------------------ | ------------------------------------ | ------------------------------------ | ------------------------------------ | ------------------------------------ | ------------------------------------ | ------------------------------------ | ------------------------------------ | ------------------------------------ | --------------- | ------------------ |
| GLOBAL                                                                  | 20,28                                | 19,82                                | 18,90                                | 17,55                                | 16,68                                | 15,70                                | 28,03                                | 29,46                                | 29,55                                | 30,49                                | 29,02                                | 22,65           | ▼ −33,49%          |
| Rusia                                                                   | 19,48                                | 18,93                                | 17,61                                | 16,26                                | 15,79                                | 14,81                                | 11,71                                | 13,10                                | 11,30                                | 11,40                                | 11,00                                | 15,04           | ▲ 70,91%           |
| Ucraina                                                                 | 0,40                                 | 0,50                                 | 0,90                                 | 0,90                                 | 0,50                                 | 0,50                                 | 0,50                                 | 0,50                                 | 0,90                                 | 0,90                                 | 1,00                                 | 0,65            | ▼ −55,56%          |
| Regatul Unit                                                            | 0,27                                 | 0,27                                 | 0,27                                 | 0,27                                 | 0,27                                 | 0,27                                 | 0,27                                 | 0,28                                 | 0,25                                 | 0,28                                 | 0,29                                 | 0,27            | ▼ −5,28%           |
| Elveția                                                                 | 0,06                                 | 0,06                                 | 0,06                                 | 0,05                                 | 0,05                                 | 0,05                                 | 0,04                                 | 0,04                                 | 0,03                                 | 0,00                                 | 0,01                                 | 0,04            | ▲ 1.400,00%        |
| Republica Moldova                                                       | 0,05                                 | 0,05                                 | 0,04                                 | 0,05                                 | 0,04                                 | 0,05                                 | 0,05                                 | 0,06                                 | 0,06                                 | 0,05                                 | 0,03                                 | 0,05            | ▼ −9,43%           |
| Kârgâzstan                                                              | 0,02                                 | 0,02                                 | 0,02                                 | 0,02                                 | 0,02                                 | 0,02                                 | 0,02                                 | 0,02                                 | 0,02                                 | 0,02                                 | 0,02                                 | 0,02            | ▬ 0,00%            |
| Noua Zeelandă                                                           | 0,00                                 | 0,00                                 | 0,00                                 | 0,00                                 | 0,00                                 | 0,00                                 | 0,00                                 | 0,00                                 | 0,00                                 | 0,00                                 | 0,00                                 | 0,00            | ▬ 0,00%            |
| Germania                                                                | N/A                                  | N/A                                  | N/A                                  | N/A                                  | N/A                                  | N/A                                  | 12,61                                | 12,58                                | 13,00                                | 13,60                                | 12,53                                | 12,87           |                    |
| Polonia                                                                 | N/A                                  | N/A                                  | N/A                                  | N/A                                  | N/A                                  | N/A                                  | 2,33                                 | 2,38                                 | 2,21                                 | 2,37                                 | 2,66                                 | 2,39            |                    |
| Ungaria                                                                 | N/A                                  | N/A                                  | N/A                                  | N/A                                  | N/A                                  | N/A                                  | 0,19                                 | 0,19                                 | 0,20                                 | 0,22                                 | 0,23                                 | 0,21            |                    |
| Estonia                                                                 | N/A                                  | N/A                                  | N/A                                  | N/A                                  | N/A                                  | N/A                                  | 0,14                                 | 0,14                                 | 0,15                                 | 0,15                                 | 0,16                                 | 0,15            |                    |
| Belgia                                                                  | N/A                                  | N/A                                  | N/A                                  | N/A                                  | N/A                                  | N/A                                  | 0,07                                 | 0,07                                 | 0,09                                 | 0,09                                 | 0,09                                 | 0,08            |                    |
| Letonia                                                                 | N/A                                  | N/A                                  | N/A                                  | N/A                                  | N/A                                  | N/A                                  | 0,04                                 | 0,04                                 | 0,02                                 | 0,03                                 | 0,01                                 | 0,03            |                    |
| Finlanda                                                                | N/A                                  | N/A                                  | N/A                                  | N/A                                  | N/A                                  | N/A                                  | 0,03                                 | 0,03                                 | 0,02                                 | 0,03                                 | 0,03                                 | 0,03            |                    |
| Spania                                                                  | N/A                                  | N/A                                  | N/A                                  | N/A                                  | N/A                                  | N/A                                  | 0,02                                 | 0,02                                 | 0,02                                 | 0,00                                 | 0,09                                 | 0,03            |                    |
| Austria                                                                 | N/A                                  | N/A                                  | N/A                                  | N/A                                  | N/A                                  | N/A                                  | 0,01                                 | 0,01                                 | 0,02                                 | 0,02                                 | 0,02                                 | 0,01            |                    |
| Cehia                                                                   | N/A                                  | N/A                                  | N/A                                  | N/A                                  | N/A                                  | N/A                                  | 0,01                                 | 0,01                                 | 0,72                                 | 0,68                                 | 0,49                                 | 0,38            |                    |
| Lituania                                                                | N/A                                  | N/A                                  | N/A                                  | N/A                                  | N/A                                  | N/A                                  | 0,00                                 | 0,00                                 | 0,50                                 | 0,60                                 | 0,30                                 | 0,28            |                    |
| Danemarca                                                               | N/A                                  | N/A                                  | N/A                                  | N/A                                  | N/A                                  | N/A                                  | 0,00                                 | 0,00                                 | 0,04                                 | 0,04                                 | 0,04                                 | 0,02            |                    |
| Slovacia                                                                | N/A                                  | N/A                                  | N/A                                  | N/A                                  | N/A                                  | N/A                                  | 0,00                                 | 0,00                                 | 0,00                                 | 0,00                                 | 0,02                                 | 0,00            |                    |
| Norvegia                                                                | N/A                                  | N/A                                  | N/A                                  | N/A                                  | N/A                                  | N/A                                  | 0,00                                 | 0,00                                 | 0,00                                 | 0,00                                 | 0,00                                 | 0,00            |                    |
| Țările de Jos                                                           | N/A                                  | N/A                                  | N/A                                  | N/A                                  | N/A                                  | N/A                                  | N/A                                  | N/A                                  | N/A                                  | N/A                                  | N/A                                  |                 |                    |
| Sursa: Organizația pentru Alimentație și Agricultură a Națiunilor Unite |                                      |                                      |                                      |                                      |                                      |                                      |                                      |                                      |                                      |                                      |                                      |                 |                    |